# Juan José Mañosca
Juan José Mañosca (Cauca, Colombia, 26 de febrero de 2007) es un deportista colombiano dedicado al ciclismo en la rama de Bicicrós.
Ha logrado conquistar diferentes pódiums reconocidos en el BMX a nivel mundial. Se coronó campeón mundial en el campeonato mundial de BMX disputado en Bélgica, una de las más tradicionales de esta especialidad, además de triple campeón latinoamericano y cinco veces campeón nacional.